# Castelo de Rosenholm
O castelo de Rosenholm (em dinamarquês:  Rosenholm Slot) é o castelo de propriedade familiar mais antigo da Dinamarca, e é um dos complexos mais bem preservados da idade de ouro das casas senhoriais, de 1550 a 1630.
O castelo de Rosenholm foi fundado em 1559 pelo nobre dinamarquês Jørgen Rosenkrantz. A sua família é uma das mais antigas e famosas da história dinamarquesa. Shakespeare escolheu usar o nome na peça Hamlet. O castelo foi completado em 1607, com quatro alas, e ais tarde estendido, sendo claramente influenciado pelo estilo renascentista italiano. O interior do castelo foi modernizado na década de 1740 em estilo barroco, época em que foi construído um grande jardim, cobrindo uma área de 5 ha, com avenidas de limoeiros e sebes de faia.
Construído de 1559 a 1607, é uma casa senhorial com mais de 450 anos. Pinturas antroposóficas do pintor Arild Rosenkrantz, um parque barroco com avenidas simétricas e um raro gazebo, chamado Pirkentavl, e datado por volta de 1560, constituem algumas das atrações do castelo. A mansão Holm é conhecida desde o século XIV. Foi posse da Igreja Católica, mas na Reforma, em 1536, passou a posse da coroa. O rei Frederico II trocou-o por algumas outras propriedades Jørgen Rosenkrantz em 1559. No mesmo ano, começou a construção de um novo edifício principal chamado Rosenholm. A sua arquitetura era muito diferente da de outros castelos na Dinamarca. Foi principalmente inspirado na Itália. Na fachada principal havia uma lógia aberta.